# A' Katīgoria 1981-1982
L'edizione 1981-82 della A' Katīgoria fu la 43ª del massimo campionato cipriota; vide la vittoria finale dell'Omonia, che conquista il suo undicesimo titolo, il secondo consecutivo.
Capocannoniere del torneo fu, per la quarta volta di fila (l'ottava in carriera), Sōtīrīs Kaïafas dell'Omonia con 19 reti.

## Classifica finale
|  |    | Classifica finale   | G  | V  | N  | P  | GF | GS | DR  | Punti |
|  | -- | ------------------- | -- | -- | -- | -- | -- | -- | --- | ----- |
|  | 1  | Omonia (C)(CC)      | 26 | 20 | 4  | 2  | 61 | 9  | +52 | 44    |
|  | 2  | Pezoporikos Larnaca | 26 | 13 | 8  | 5  | 38 | 17 | +21 | 34    |
|  | 3  | APOEL               | 26 | 10 | 14 | 2  | 29 | 14 | +15 | 34    |
|  | 4  | Apollōn Limassol    | 26 | 13 | 8  | 5  | 34 | 23 | +11 | 34    |
|  | 5  | AEL Limassol        | 26 | 9  | 10 | 7  | 29 | 22 | +7  | 28    |
|  | 6  | Nea Salamis         | 26 | 8  | 9  | 9  | 34 | 30 | +4  | 25    |
|  | 7  | Omonia Aradippou    | 26 | 8  | 9  | 9  | 27 | 33 | -6  | 25    |
|  | 8  | EN Paralimni        | 26 | 8  | 7  | 11 | 25 | 32 | -7  | 23    |
|  | 9  | Anorthōsis          | 26 | 8  | 6  | 12 | 23 | 34 | -11 | 22    |
|  | 10 | Olympiakos Nicosia  | 26 | 7  | 8  | 11 | 26 | 40 | -14 | 22    |
|  | 11 | EPA Larnaca         | 26 | 6  | 10 | 10 | 24 | 41 | -17 | 22    |
|  | 12 | APOP Paphou         | 26 | 5  | 9  | 12 | 24 | 35 | -11 | 19    |
|  | 13 | Keravnos Strovolos  | 26 | 7  | 5  | 14 | 22 | 37 | -15 | 19    |
|  | 14 | Evagoras Paphou     | 26 | 2  | 9  | 15 | 18 | 47 | -29 | 13    |

G = Partite giocate; V = Vittorie; N = Nulle/Pareggi; P = Perse; GF = Goal fatti; GS = Goal subiti; DR = Differenza reti.
- (C): Campione nella stagione precedente
- (CC): Vince la Coppa di Cipro

### Verdetti
- Omonia Campione di Cipro 1981-82.
- Evagoras Paphos e Keravnos retrocesse in Seconda Divisione.

### Qualificazioni alle Coppe europee
- Coppa dei Campioni 1982-1983: Omonia qualificato.
- Coppa delle Coppe 1982-1983: Apollon Limassol qualificato (come finalista di Coppa).
- Coppa UEFA 1982-1983: APOEL qualificato.